# Fenglin (köpinghuvudort i Kina, Jiangxi Sheng, lat 29,39, long 115,72)
Fenglin är en köpinghuvudort i Kina. Den ligger i provinsen Jiangxi, i den sydöstra delen av landet, omkring 81 kilometer norr om provinshuvudstaden Nanchang. Antalet invånare är 11 505. Befolkningen består av 5 663 kvinnor och 5 842 män. Barn under 15 år utgör 21,0 %, vuxna 15-64 år 70 %, och äldre över 65 år 7,0 %.
Runt Fenglin är det ganska tätbefolkat, med 222 invånare per kvadratkilometer. Närmaste större samhälle är Puting, 7,8 km sydost om Fenglin. I omgivningarna runt Fenglin växer i huvudsak blandskog.
Genomsnittlig årsnederbörd är 2 141 millimeter. Den regnigaste månaden är maj, med i genomsnitt 334 mm nederbörd, och den torraste är januari, med 59 mm nederbörd.